# Pascale Hutton
Pascale Hutton (født 14. juni 1979) er en canadisk skuespiller. Hun blev født i Creston, British Columbia. Hutton blev uddannet som skuespiller ved University of Alberta i Edmonton.

## Film
- 2005 Fantastic Four
- 2004 Ginger Snaps 2
- 2004 Chicks with Sticks

Hun har endvidere medvirket i en række TV - serier 